# Dværgen fra Normandiet
Dværgen fra Normandiet er en roman fra 1988 af den danske forfatter Lars-Henrik Olsen. Romanen handler om, hvordan fire sypiger broderer Bayeux-tapetet.
Første og anden udgave udkom på Mallings Forlag og følgende udgaver i 2004 og 2007 på Carlsen A/S, som købte Mallings Forlag i 1997.
Bogen er senere blevet fulgt op af yderligere to bøger; En Lang Rejse (2000) og Kongens Død (2011).